# Allium vineale
L'aglio pippolino  (Allium vineale L.) è una specie tradizionalmente attribuita alla famiglia Amaryllidaceae (sottofamiglia Allioideae).

## Descrizione
A. vineale è una pianta erbacea perenne di altezza compresa tra i 10 e i 60 cm, ma che può raggiungere anche il metro di altezza. Tra maggio e luglio presenta un'infiorescenza a ombrella con pochi fiori di colore roseo -verdognolo, spesso misti a bulbilli, avvolti da una spata univalve di colore verde che col tempo tende ad ingiallire. Ciascun bulbillo è in grado di generare un nuovo individuo clone.

## Distribuzione e habitat
Si può trovare fino agli 800 m s.l.m. lungo i bordi dei campi coltivati, in particolare nei vigneti, o su incolti aridi e lungo le strade di campagna.

## Utilizzo

### Usi gastronomici
Ogni parte della pianta può essere utilizzata ai fini alimentari come condimento sostitutivo dell'aglio, di cui ricorda molto il sapore caratteristico (da cui anche il nome comune). Anche se assolutamente innocuo qualora venga consumato come alimento, A. vineale può risultare tossico per alcuni mammiferi se ingerito in grandi quantità, a causa dei composti sulfurei (gli stessi che danno il tipico sapore all'aglio) contenuti nella pianta che possono risultare emolitici e causare quindi stati di anemia.

### Usi terapeutici
Alla pianta vengono attribuite diverse proprietà terapeutiche tra cui blande attività antistaminiche, depurative, carminative, catartiche, diuretiche, espettoranti ed ipotensive. La tintura madre di A.vineale ha impiego tradizionale come antielmintico e come rimedio contro le coliche nei bambini.